# لوكاس براون
لوكاس براون (بالإنجليزية: Lucas Browne)‏ (14 أبريل 1979 في أستراليا - ) هو فنان قتال مختلط وملاكم أسترالي، صنّف ضمن فئة وزن ثقيل.

## روابط خارجية
- لوكاس براون على موقع IMDb (الإنجليزية)
- لوكاس براون على موقع بوكس ريك (الإنجليزية) (registration required)
- لوكاس براون على موقع شيردوغ (الإنجليزية)